# Atlantochrysa atlantica
Atlantochrysa atlantica är en insektsart som först beskrevs av Robert McLachlan 1882.
Atlantochrysa atlantica ingår i släktet Atlantochrysa och familjen guldögonsländor. Inga underarter finns listade i Catalogue of Life.